# Ходош (Брестовец, Тіміш)
Ходош (рум. Hodoș) — село у повіті Тіміш в Румунії. Входить до складу комуни Брестовец.
Село розташоване на відстані 384 км на північний захід від Бухареста, 36 км на північний схід від Тімішоари.

## Населення
За даними перепису населення 2002 року у селі проживали 8 осіб, усі — румуни. Усі жителі села рідною мовою назвали румунську.